# Hampton Roads

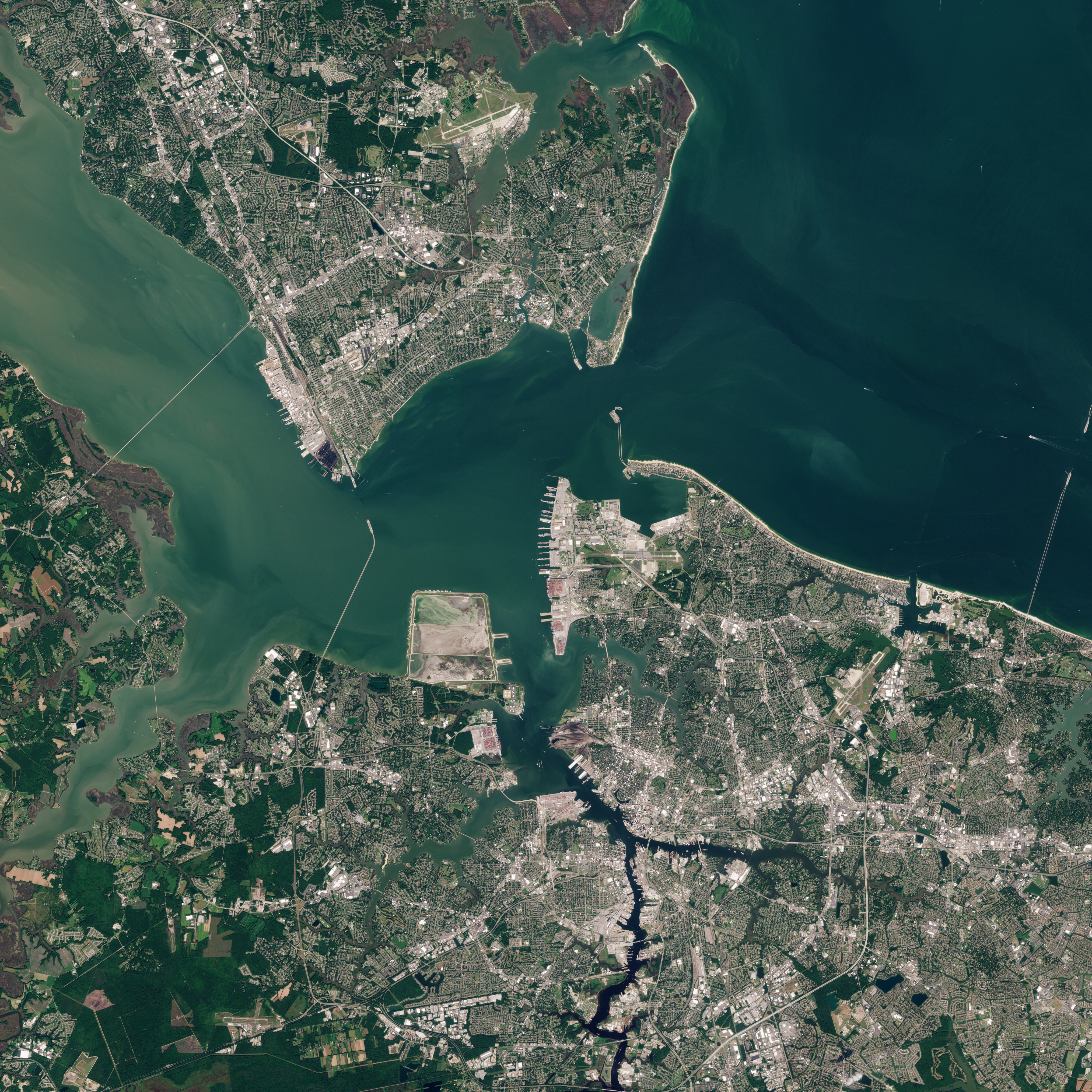
Satellitenfoto des Gebiets

Hampton Roads (wörtlich „Hampton-Reede“) bezeichnet sowohl den Wasserweg im US-Bundesstaat Virginia, an dem die Flüsse James River, Nansemond River und Elizabeth River in die Chesapeake Bay münden, als auch das Ballungsgebiet um den Wasserweg herum.
Es ist ein wichtiger Verkehrsknotenpunkt für die Städte Norfolk, Portsmouth und Newport News. Außerdem ist es ein wichtiger Wasserweg für die United States Navy, der vom Atlantischen Ozean zum Marinestützpunkt und zur Marinewerft in Norfolk und zur Schiffswerft Newport News Shipbuilding führt.

## Region Hampton Roads
Als Hampton Roads wird auch das Ballungsgebiet im Südosten Virginias genannt, das um diesen Wasserweg herum liegt. Es umfasst die Städte Virginia Beach, Norfolk,  Portsmouth, Chesapeake und Suffolk im Süden und Newport News, Hampton, Williamsburg und Poquoson im Norden.
In der Region von Hampton Roads leben heute etwa 1,6 Millionen Menschen. Es ist das größte Ballungsgebiet zwischen Washington, D.C. und Atlanta.
Auch historisch ist diese Region von Bedeutung. Das britische Kolonialreich auf dem Gebiet der USA nahm mit der Gründung der ersten englischen Siedlung in der neuen Welt 1607 in Jamestown seinen Anfang und in Yorktown mit dem Sieg George Washingtons über General Charles Cornwallis 1781 im Unabhängigkeitskrieg sein Ende (bis auf die zeitweise Kontrolle von Florida und Hawaii).
Auf der Wasserstraße wurde während des Amerikanischen Bürgerkriegs die Schlacht von Hampton Roads geschlagen, die zum unmittelbaren Ende der Segelschiffe als Kriegsschiffe führte.

## Sprache
In der Gegend wird teils der Tidewater-Akzent gesprochen.

## Hochschulen

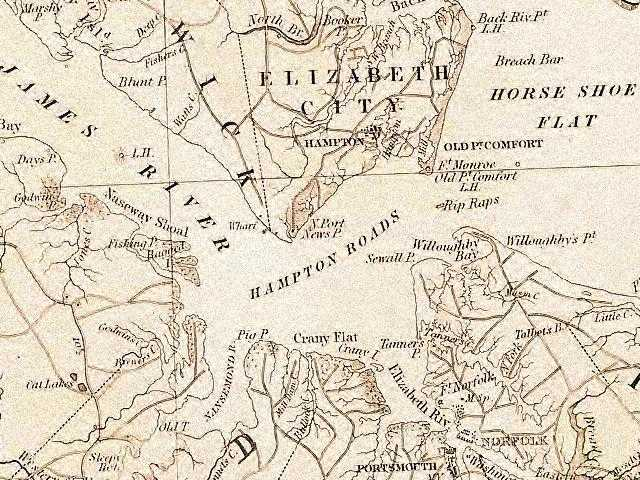
Hampton Roads, 1859

### Öffentlich, vierjährig
- Christopher Newport University – Newport News
- College of William and Mary – Williamsburg
- Eastern Virginia Medical School – Norfolk
- Norfolk State University – Norfolk
- Old Dominion University – Norfolk

### Öffentlich, zweijährig
- Commonwealth College – Hampton
- Thomas Nelson Community College – Hampton
- Tidewater Community College

### Privat
- Hampton University – Hampton
- Northrop Grumman Newport News Apprentice School of Shipbuilding – Newport News
- Regent University – Virginia Beach
- Virginia Wesleyan College – Virginia Beach

## Ausländische Tochterfirmen
Um die Abhängigkeit der Wirtschaft vom Militär zu verringern, versuchen die Regierungen der Gegenden verstärkt, Firmen von außerhalb zur Ansiedlung zu bewegen.

### Deutsch
- Stihl Inc. – Virginia Beach
- Init Inc. –  Chesapeake
- Liebherr Mining Equipment Co – Newport News
- Bauer Compressors, INC.
- Hapag-Lloyd America, INC. – Norfolk
- Kettler International, INC. – Virginia Beach
- Siemens VDO – Newport News

Koordinaten: 36° 57′ 35″ N, 76° 21′ 23″ W